# Armand Vanvuchelen
Armand Vanvuchelen (Budingen, 23 juli 1913 – Wilrijk, 3 juli 1996) was een Belgisch politicus namens de CVP. Hij was burgemeester van de gemeente Meise in de provincie Vlaams-Brabant.
Vanvuchelen had een licentiaat in handels- en financiële wetenschappen.
Hij was ereburger van Meise Wolvertem-Oppem en ereburger van Waalre (Nederland). Daarnaast werd hij ook vereerd met verschillende onderscheidingen, waaronder ridder in de Kroonorde, ridder in de Orde van Leopold II, Burgerlijk Kruis 1ste klasse en Burgerlijke Medaille 1ste klasse.
Vanvuchelen was getrouwd met Maria Leemans en had met haar een zoon.